# Тороси
Торосите представляват хаотични натрупвания на ледени блокове и ледени парчета в морета, реки и езера. Образуват се в резултат на страничния натиск на ледените полета едно на друго, а също по брега и в плитководните участъци, като при тези движения се отчупват и натрошават краищата на ледената покривка. Торосите се срещат най-вече в Източносибирско и Чукотско море, а също и в откритите части на Северния ледовит океан, където височината им понякога надхвърля 8 – 9 m, а в крайбрежните части – до 15 – 20 m. Срещат се няколко вида тороси: 
- верижни – в дрефуващ плътен лед;
- бариерни – верижни тороси в плитчините, на места лежащи на плиткото дъно;
- ропаки – отделно стоящи вертикално или наклонено ледени блокове;
- стамухи – отделни натрупвания в плитчините, лежащи върху дъното.

Степента на натрупването на тороси по повърхността на ледената покривка се оценява по петобална система (0 бала – повърхността на леда е равна, 5 бала – повърхността на леда е изцяло задръстена от тороси).